# Церковь Святого Варфоломея (Моравица)

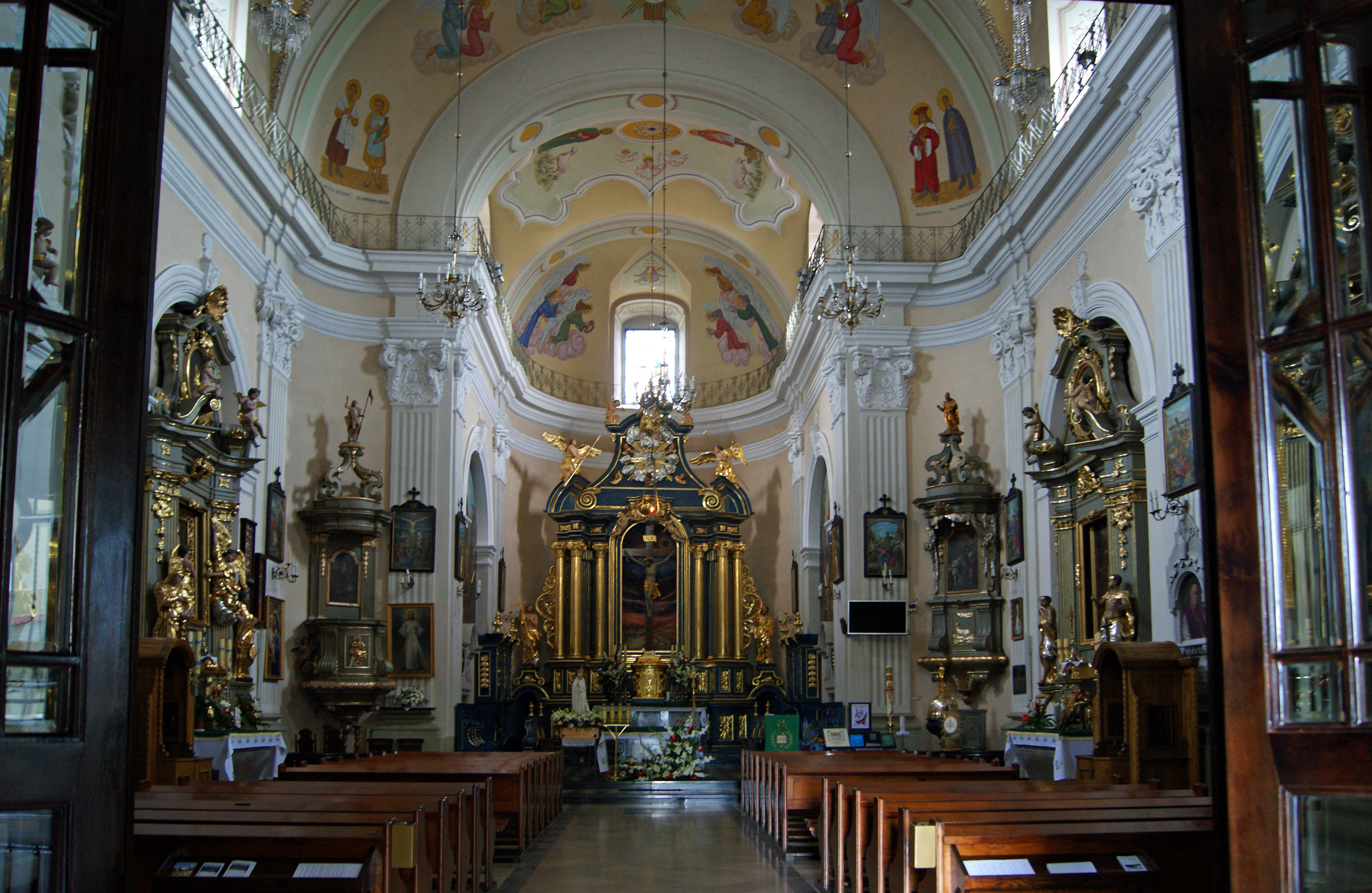
Внутренний интерьер

Церковь святого Варфоломея (пол. Kościół św. Bartłomieja Apostoła) — католическая церковь, находящаяся в Польше в селе Моравица Краковского повята Малопольского воеводства. Храм внесён в реестр охраняемых памятников Малопольского воеводства. Приход входит в состав краковской архиепархии.

## История
Современный храм был построен в 1743 году на вершине холма, где ранее в средние века располагался Моравицкий замок, принадлежавший первоначально шляхетскому роду Топорчиков герба Топор. Замок был построен в XI веке на вершине холма, доминирующем над окрестностями. Топорчики проживали в замке до конца XIII века. Самое раннее письменное свидетельство о проживающих в Моравице рыцарях содержится в сочинении Викентия из Кельчи «Vita Sancti Stanislai — Vita maior», в котором упоминается некий Анджей из Моравицы. Позднее Топорчики продали замок Тенчинским, которые проживали в нём до первой четверти XIV века, когда стали строить в 1319 году в селе Рудно новый замок. В 1200 году на территории замка была построена небольшая деревянная церковь. В сочинении «Kodeks dyplomatyczny mogilski» от 1286 года упоминается настоятель этой церкви по имени Пётр (Petrus capellanus de Morawica). Настоятели этой церкви были капелланами Моравицкого замка. Около 1408 года деревянная церковь была перестроена в каменный храм. При строительстве этого храма использовался материал, добытый при разрушении части замка. Польский хронист Ян Длугош пишет в своём сочинении «Liber beneficiorum dioecesis Cracoviensis», что церковь в Моравицком замке была построена из «белого камня» (ex albo lapide murata). В XV веке владельцем Моравицкого замка был рыцарь и краковский хоружий Габриэль Тенчинский.
В 1666 году одна из сторон замка была переоборудована в ризницу для священников. В 1743 году старый храм был разобран и на его местебыла построена современная барочная церковь святого Варфоломея по проекту архитектора Франческо Плачиди. Фундамент замка в настоящее время находится под колокольней, которая была построена в XVIII веке.
До настоящего времени от разрушенного Моравицкого замка сохранились подземные пешеходные переходы, которые располагаются под ризницей.
22 января 1970 года церковь святого Варфоломея была внесена в реестр охраняемых памятников Малопольского воеводства (№ А-164).